# قرش حاضن أصحر
قرش حاضن أصحر (الاسم العلمي: Nebrius ferrugineus)، نوع من القروش السجادية يتبع فصيلة قروش مصراعية الفم،
والعضو الوحيد الموجود (حي) من جنس Nebrius.
يوجد على نطاق واسع على طول السواحل في المحيطين الهندي والهادئ، وهو يُفضل الشعاب المرجانية، والشقوق الرملية، وقيعان الأعشاب البحرية من المياه الضحلة جدًا إلى عمق 70 مترًا (230 قدمًا). جسمه أسطواني ورأسه عريض مسطح، يشبه سمك القرش الحاضن الأصحر في المظهر سمكة القرش الحاضن (Ginglymostoma cirratum) الذي يوجد في المحيط الأطلسي وشرق المحيط الهادئ، والذي يمكن تمييزه من خلال زعانفه الظهرية ذات الرؤوس المدببة والضيقة، الزعانف الصدرية على شكل منجل. يبلغ الحد الأقصى للطول المسجل لسمك القرش الحاضن الأصحر 3.2 م (10 قدم).